# Theriak

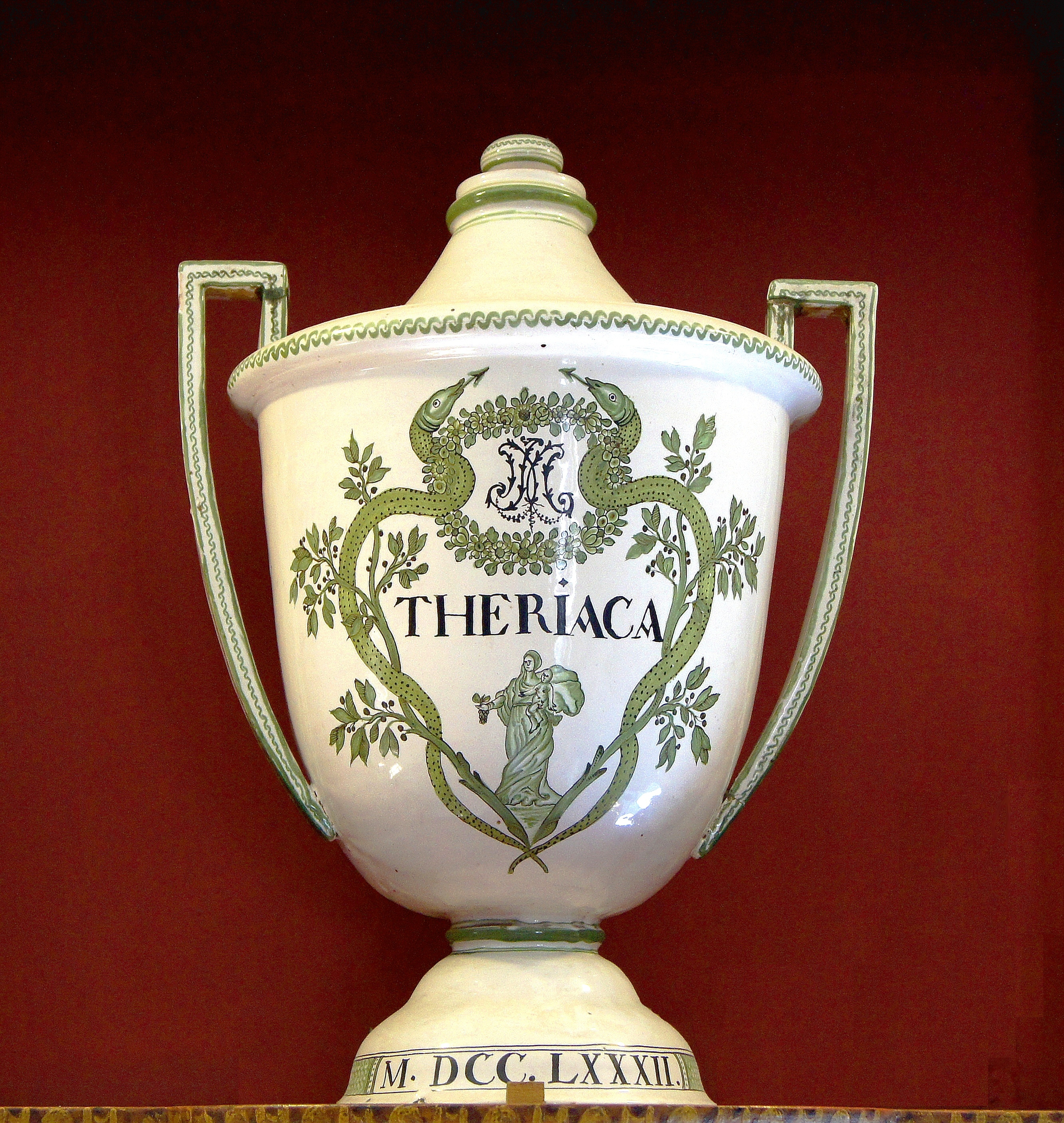
Nádoba na theriak (Francie, 18. století)

Theriak (theriacum) bylo označení pro univerzální protijed nebo dokonce všelék, v jehož existenci věřili Evropané od starověku do 19. století.
Řecký výraz θηριακή (thēriakē) pochází z výrazu θηρίον (thērion), což znamená zvíře. Původně měl pomáhat při uštknutí hadem nebo štírem, později ho začaly vysoce postavené osoby používat proti politicky motivovanému travičství. Podle legendy vynalezl král Mithridatés VI. Pontský lék nazvaný podle něj mithridate, což byla původně směs fíků, ořechů, routy a soli, která dala základ pozdějším theriakům, jež připravovali přední lékaři jako Andromachos nebo Galén. Ty už se skládaly z více než padesáti ingrediencí, často velmi obtížně dostupných, a připisovaly se jim účinky nejen proti otravě, ale také proti nemocem jako mor nebo syfilis. Recepty byly rozmanité, obsahovaly například opium, med, víno, myrrhu, arabskou gumu, živici, kastoreum, arménskou hlinku, hadí maso a různé bylinky (puškvorec, moračina, třezalka, mořská cibule, zázvor, hřebíček, skořice, kozlík lékařský, podražec, reveň, ožanka čpavá, pětiprstka žežulník). Navíc se doporučovalo, aby směs zrála několik desítek let.
Ve středověku a na počátku novověku byla výroba a prodej různých theriaků výnosným řemeslem, kterému se věnovali především Benátčané. Německý botanik Adam Lonicer označoval česnek kuchyňský za theriak chudých.
Rozvoj medicíny vedl k poznání, že pokud kdy theriak fungoval, tak pouze jako placebo. Stal se tak ztělesněním šarlatánství, což se v moderní češtině odráží v hanlivém výrazu dryák. Řada bylin, z nichž se připravoval theriak, později přešla do receptu na švédské kapky.